# Nemheraldikus színek
A nemheraldikus színek olyanok, melyek az élő heraldika kora után jelentek meg a címertanban.
Kezdetben csak két fém (arany és ezüst), valamint négy szín (vörös, kék, zöld és fekete), illetve egy kiegészítő szín (bíbor) létezett a heraldikában.
| arany | ezüst |  | vörös | kék | zöld | fekete |  | bíbor |

Idővel jelent meg a barna, a narancsszín, a természetes szín, a vérvörös, de egyes korai heraldikusok ezeket ellenségesen kezelték és a címerleírásban nem említették meg. A heraldikai szakterminológia később is csak hallgatólagosan vett róluk tudomást. Használatukat az új címerek esetében egyes mai heraldikusok nem javasolják.
A nemheraldikus színek többsége a 17-18. századi címeres levelekben már előfordul, tehát része volt a heraldika gyakorlatának. A korabeli heraldikusok már csak ezt a gyakorlatot követték, amikor ezek számára is vonalkázást hoztak létre.
Rink a szürke (Eisen) és a természetes szín (Naturfarbe) számára alkotott vonalkázást. Bernd kísérletet tett a heraldikai színek számának növelésére (Umbra – földszín, Rotgelb – vörösessérga, Stahlblau – acélkék, Blutfarbe – vérvörös), létrehozta ezek vonalkázását, és egyes nemheraldikus színeket is heraldikusnak nyilvánított, az efféle újítások azonban nem váltak általánossá.
| barna | vérvörös | földszín (Umbra) | acél- szürke | vízszín | testszín | hamu- szürke | narancs |  | ← termé- szetes szín |

Nemheraldikus fémek:
| vas | acél | platina | réz | bronz | ólom |

Nemheraldikus színek:
| fehér | égszínkék  | ezüst- szürke     | sötétbíbor en:Murrey | bíborvörös (amaranth) | rózsaszín      | barnás- sárga  | (bíbor-) karmazsin | karmazsin- vörös     |
| okker | vörösokker | (zöld-) akvamarin | Kenya- vörös         | récekék               | tengerész- kék | (sötét-) égkék | (világos-) égkék   | bhagwa (sáfrányszín) |

Korai prémek:
| coboly | nyest |

## Magyarázatuk
A narancsszín (fr: orange, en: tenné, tawny [orange, tan], tawney, brusk, de: Orange, Orangfarben, r.de: Hyacinth, la: groceus, color pomi aurei, nl: oranjekleur) Angliában egyfajta barna színváltozat (en: tawny, es: leonado 'homokszín'), mely egyes (angol) szerzőknél megegyezik a narancszínnel  (en: orange, es: naranjado), de nem a kontinentális Európa heraldikájával, ahol a narancsszín világosabb árnyalat. Főleg Hollandiában terjedt el, az Orange-ház révén. Dél-Afrikában a tenné megegyezik a narancsszínnel és több kormányhivatal, valamint 1994 előtt, hadseregtest címere is tartalmazta. A nemzeti lobogó egyik színe is narancsszín volt. Christian Bernd a narancsszín számára függőleges szaggatott vonalakból és pontokból álló vonalkázást hozott létre, mely a hagyományos vörös és arany színjelölés kombinációja. Így szerepel Rietstap művében is (Handboek der wapenkunde. Gouda, 1857. 90-91. l.). Rink és Jouffroy d'Eschavannes (Armorial universel, précédé d'un traité complet de la science du blason. Paris, 1844. 16. l.) viszont függőleges és balharántos vonalakkal jelöli, ami Rietstapnál a vérvörös vonalkázásának felel meg.
A Bhagwa az indiai heraldika sáfrányszínű árnyalata, mely egyfajta okkerságra szín. A Gangesz szent iszapját jelképezi. Egyes angol heraldikusok tégla- vagy narancsvörös színként írják le.
| tenné | orange | bhagwa |

A vérvörös (vérszín [Bárczay 57.] sötétbíbor, la: sanguineus, fr: sanguin, en: sanguine, de: Blutfarbe, nl: bloedkleur) a vörös szín sötét árnyalata. A fő színek mellett a narancsszínnel együtt az első kiegészítő szín volt a heraldikában, melyet a korai színjelölési módszerek rendszere is tartalmazott. Általában az angol heraldikában használják. Vonalkázása megvan Rietstapnál.
A sötétbíbor (en: murrey [mulberry, a. m. szederbíbor]) főként az angol heraldikában használt szín. Már nagyon korán, valószínűleg még az élő heraldika korában megjelent.
Az vasszín ([Bárczay 57.], de: Eisenfarbe, Eisengrau, Stahlfarbe, en: iron-grey) az újkori heraldika ritka színe, esetleg fémje. Főleg a német heraldika szürkéskék árnyalatú színe. A sisakok fémes csillogásának érzékeltetésére is alkalmazták. Vonalkázása megvan Rietstapnál.
A vízszín vagy acélszín (de: Wasserfarbe, en: water-colour, la: aqua, nl: staalkleur, waterkleur) a hanyatló heraldika korának árnyalata, az acél színe. A vízkék árnyalatai tartoznak ide. Használata fölösleges, mert az égszínkékkel is jól helyettesíthető és a címerleírásban az összes kék árnyalat kékként szerepel. Vonalkázása megvan Rietstapnál.
A szürke egyes nézetek szerint a spanyol heraldikában jelent meg. A hamuszürke (fr, en: cendrée, en: ash colour, grey, de: Ashfarbe, nl: aschkleur) általában a falak színezésénél használatos. A francia és a német heraldikában viszonylag gyakori. Vonalkázása megvan Rietstapnál. A bajor Aschau család címerének hamuszürke alapja beszélő címer. A thüringiai Osterhausen település címrének alapja ugyancsak hamuszürke. Az olasz heraldikában a szürke árnyalatokat gyakran égszínkékkel (acéllal) helyettesítették. A francia cendrée kifejezés a "hamuszínből" ered.
A földszín (de: Erdefarbe, Erdbraun, Römischbraun, Sepiabraun, nl: aardekleur, la: Umbra, en: earth colour, hu: timföld) az égetett agyag színére emlékeztető sötétbarna árnyalat (égetett barna). Ritkán előforduló nemheraldikus szín. A neve a közép-itáliai Umbria tartomány nevéből ered. A kolumbiai heraldikában egy kávészín árnyalatú színt is földszínnek (es: color tierra) neveznek. Ezt világos földszínként különböztethetjük meg a valódi sötétebb földszíntől. A festészetben is többféle földszín ismert, mint az égetett umbra (meleg, dús narancsszín árnyalat), az égetett Sienna (meleg dús vörösesbarna árnyalat), a sárgaokker (erős, nyugodt aranysárga árnyalat). Van angol, szicíliai, kölni umbra stb. A legjobb változatai Ciprusról származnak, melynek neve ciprusi vagy török umbra. Vonalkázása megvan Rietstapnál.
A barna (fr: brunâtre, de: Braun, nl: bruine) ritka szín, melyet általában a címerképek kis részleteinek színezésére használnak. Simón Bolívar címerének oroszlánja és néhány más címer ábrájának színe is barna. Eredetileg valószínűleg egy sötétvörös árnyalatból jött létre, melyet később félreértelmeztek. A valódi fémarany a kopás miatt gyakran tűnik bronznak és a másolatokon sötétbarnának látszik. Egyes nézetek szerint maga a barna elnevezés is fölösleges, mert az ilyen színű címerábrákat a természetes színű vagy színezetű megnevezés is pontosan leírja. Vonalkázása a 19. században alakult ki. Megvan Rietstapnál.
A testszín (hússzín [Bárczay 57.], testszinő [<1642> Esterházy P. Harm. cael. 1. könyv, 39.], de: Fleishfarbe, , nl: vleeschkleur, en: carnation, la: carniscolor, carneus) az európai emberi test színezésére alkalmazott rózsaszín árnyalat. A hanyatló heraldika korában került bevezetésre. Vonalkázását Bernd alakította ki. Megvan Rietstapnál is.
A természetes szín (vagy hússzín, de: Fleischfarbe, en: proper (colour), nl: natuurlijke kleur) az emberi test színezésére szolgál. A természetes színezetű (en: proper) a címerképek természetes színére vonatkozó elnevezés. Néha azonban ez inkább a hagyományon alapul. Pl. az angolban a természetes tigris (tiger proper) vörös és nem csíkos. A természetes színezetű kifejezés ezért csak hozzávetőleges leírás. 1634-es művében már Petra Sancta is foglalkozott a természetes színnel. ("Siue autem hoc exigat natura colorum, qui diuersâ quâdam lege vibrent iubar luminis sui, siue sculptoribus ponere hoc discrimen lubuerit; dicuntur Pictores periti semper in æreâ laminâ proprios colores rerum agnoscere, dummodò sculptor ab artis suæ legibus non desciuerit. Quæ cùm ita sint, tantò minùs erit necesse, figuras quantumuis colorum indigas, ab Heroïcis Symbolis proptereà submouere." [314-315. l.]) Vonalkázását Bernd alakította ki. Megvan Rietstapnál is. Kis cikcakkos vonalakból áll, melyeket gyakran ábrázolnak eltérő irányokban.
A vas (it: ferro) és az acél (it: acciaio) fém előfordul egyes régi olasz címerekben, de ma már ritkán használják. Vonalkázásos jelölésüket Guelfi Camaini és Goffredo di Crollanza alakította ki.
A fehér és az ezüst a portugál heraldikában néha két különböző szín, mint például Santiago do Cacém megye címerében. A lovag lova és az elesett mór fehér, a távoli kastély és a lovag páncélja ezüst.
A bronz (en: bronze) és a réz (en: copper) ritka nemheraldikus fémek, főként az amerikai heraldikában.
Az égszínkék (en: bleu celeste, ciel, celeste) a kék szín egy világos árnyalata, már korán előfordul, például a 17. századi magyar címeres levelekben is sokszor megtalálható.
A réz (en: copper) a természetes új, fényes réznek megfelelő sárgás árnyalatú fém, például a kanadai heraldikában.
A szivárványszín (en: rainbow) az angol heraldikában újabban javasolt szín, mely vörösből fokozatosan megy át narancsszínbe, sárgába, zöldbe, kékbe és bíborba. Szivárványszínű lehet egy mező vagy egy címerábra is. 
A rózsaszín (en: rose) például a kanadai heraldikában a testszínhez hasonló árnyalat, de némileg különbözik attól.
A bíborvörös (en: amaranth, columbine) szín előfordul egy cseh lovag 1701-es címerében.
Az akvamarin (en: aquamarine) megtalálható az oroszországi Zsidó Autonóm Terület címerében, mely inkább egyfajta sötétzöld árnyalat, semmint valódi akvamarin.
A platina (en: platinum) világos színű ragyogó fehér fém. Nehéz megkülönböztetni az ezüsttől, ezért annak egy változatát láthatjuk benne. Előfordul Kolumbia címerének pólyáján. Az ország nagy platinatermelő, ezért került új fémként a kolumbiai heraldikába.
A dél-amerikai heraldikában és az Egyesült Államok címertanában egy sor nemheraldikus szín található. Ilyen a barnássárga (en: buff) szín, a bivalybőr színére hasonlító árnyalat, melyet gyakran fémként kezelnek. Ilyen a karmazsinvörös (en: crimson) és az égkék (en: horizon blue), melyek több változatban is előfordulnak, de lényegében a sötétbíbor, a bíbor, illetve az égszínkék változatainak tekinthetők. Ilyen az ezüstszürke (en: silver gray) is, mely a szürke egy változata. Valószínűleg ezt is fémnek tekintik.
Az afrikai heraldikában jelentek meg az olyan új színek, mint a Kenya-vörös, és az okker (en: ochre), egy vörösesbarna árnyalat, melyet az amaXhosa törzs tagjai használtak arcfestésre. Ezt mindenféle vasoxid agyaggal és homokkal keverhetik, mely végül sárga, barna vagy vörös is lehet. Más értelmezésben az okker halványsárga szín, egészen a sötét narancsszín-árnyalatig és a sötétsárgáig.

## Galéria

Spanyolország címere, benne Leon bíbor-oroszlánjával
Santiago do Cacém megye címere, fehér ló, ezüstvértezetű lovag
Tumaco (Kolumbia) címerének bronzmécsese
Isabella Mylberry, IV. Eduárd törvénytelen leányának címere a York-ház kék-sötétbíbor színeivel, tulajdonképpen beszélő címer
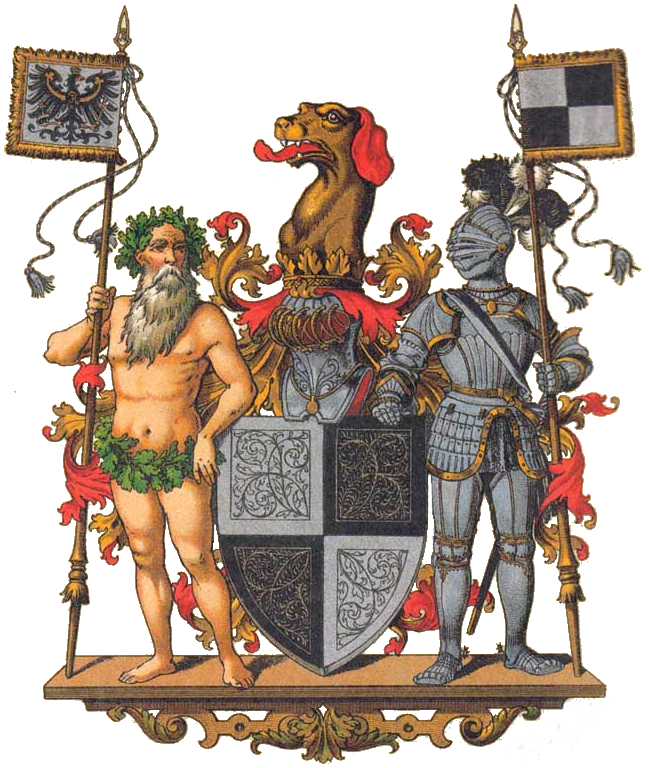
Testszínű pajzstartó vadember Poroszország Hohenzollern tartományainak címerében. A pajzs nem szürkével, hanem ezüsttel és feketével négyelt. A címert egy régebbi előkép alapján rajzolták meg, ahol az ezüst fém már megszürkült.
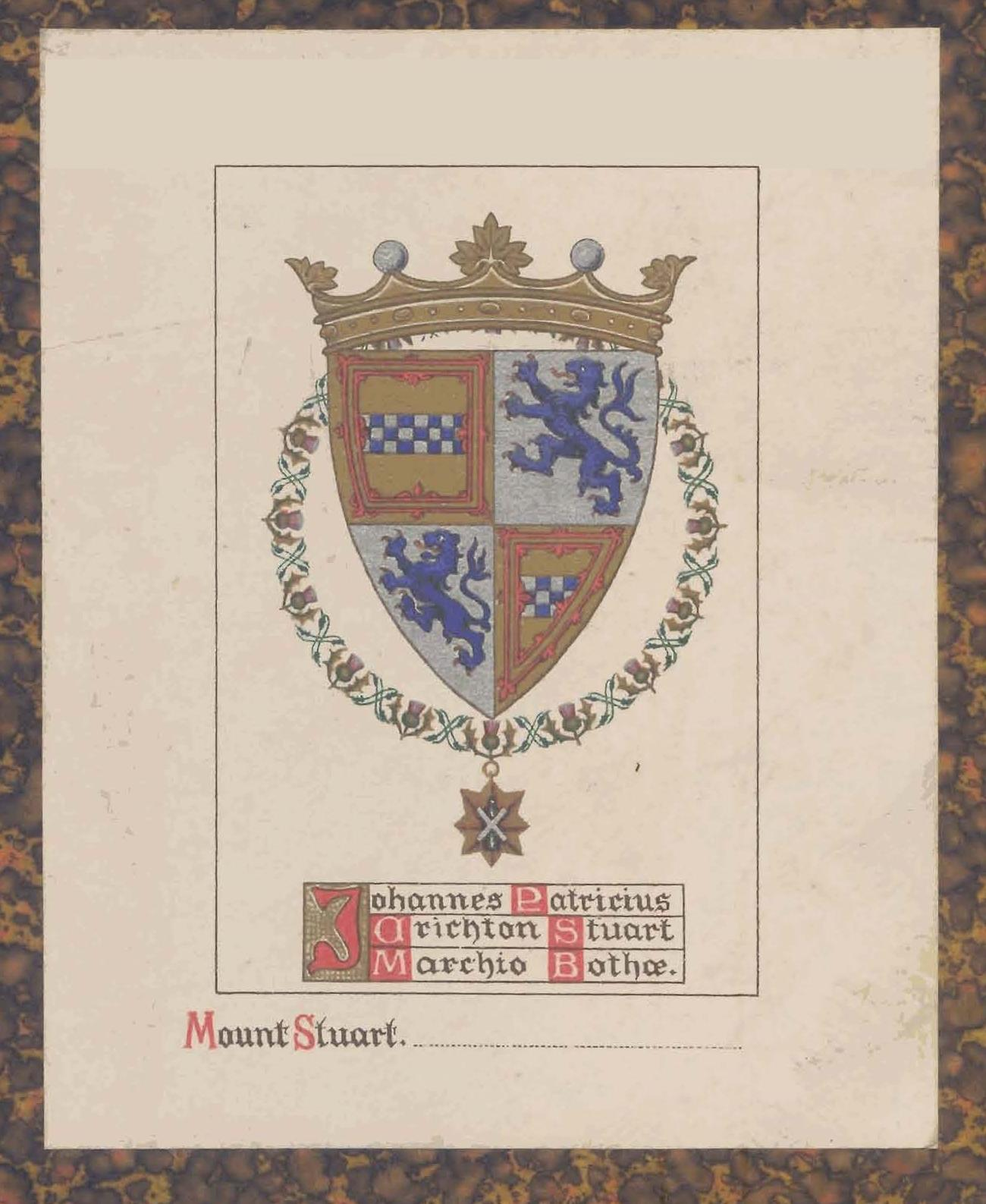
A Crichton-Stuart címer sötét narancsszín (en: tawny) címerkerete
Oranje Szabadállam narancsszín (en: orange) hullámos pólyája
Indiai 1931-ben javasolt sáfárnyszínű zászlója
A Zsidó Autonóm Terület címerének "akvamarin" mezője és természetes színezetű tigrise.
Kolumbia címere
Santiago de Cali (Kolumbia) címerének földszínű (es: color tierra) hegyei
Santiago de Cali címerének világos-földszínű változata
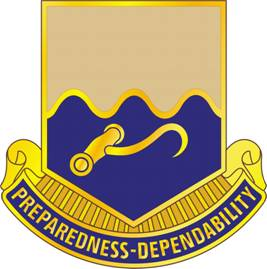
Az amerikai hadsereg 11. Szállító Zászlóalja címerének  barnássárga (en: buff) mezője (2003)
Kenya címere, Kenya-vörös mezővel

A heraldikában használt heraldikus és nemheraldikus fémek, színek és egyszínű prémek színskálája:
| fehér            | ezüst              | vas                  | acél           | platina        | ezüst- szürke    | hamu- szürke | acélszürke            | ólom              | fekete           | coboly           |
| bíbor            | (bíbor-) karmazsin | sötétbíbor en:Murrey | tengerész- kék | (sötét-) égkék | kék              | égszín- kék  | vízszín               | (zöld-) akvamarin | (világos-) égkék | récekék          |
| zöld             | arany              | bhagwa               | sötét- narancs | narancs        | vörös            | nyest        | bíborvörös (amaranth) | Kenya- vörös      | vérvörös         | karmazsin- vörös |
| földszín (Umbra) | vörös- okker       | barna                | okker          | bronz          | világos földszín | réz          | barnás- sárga         | testszín          | rózsaszín        |                  |

Mint látható, jó néhány árnyalat használata fölösleges, de ezek ideológiai, szimbolikus vagy tradicionális okokból mégis bekerültek egy-egy ország heraldikájába.